# Esterházy Bálint Miklós
Galánthai gróf Esterházy Bálint László  (franciául: Valentin Ladislas, comte d'Esterházy; Le Vigan, 1740. október 22. – Luck, 1806. július 23.) francia tábornok, huszárezred-tulajdonos.

## Élete
Csecsemő korában édesapja, Esterházy Bálint József vagyon nélkül árván hagyta. Először Leszczyńska Mária francia királyné és gróf Bercsényi László, később Choiseul herceg pártfogolta. Utóbbihoz annyira ragaszkodott, hogy bukása idején, 1764-ben majdnem elvesztette az ezredét. Mária Antónia főhercegnő (Marie Antoinette) eljegyzése idején ő volt az, aki XVI. Lajos (akkor még francia trónörökös) arcképét Bécsbe vitte. 1780-ban tábornokká nevezték ki. 1786-ban kék nagykeresztes (cordon bleu), 1791-ben a francia hercegek megbízottja volt Oroszországban. 